# 生方卓
生方 卓（うぶかた すぐる、1946年 - ）は、日本の経済学者。専門は社会思想史、環境共生思想。生田9条の会会員。
1946年、千葉県に生まれる。東京都立駒場高等学校を経て1969年3月、明治大学一部政治経済学部経済学科を卒業。1971年3月、明治大学大学院政治経済学研究科経済学専攻博士前期課程修了、経済学修士。1974年3月、明治大学大学院政治経済学研究科経済学専攻博士後期課程単位取得満期退学。明治大学政治経済学部専任講師、助教授を経て、明治大学政治経済学部准教授。2017年3月、准教授のまま定年退職。

## 著書

### 共著
- 『経済思想史』、金子光男、遠藤哲広、生方卓、飯田和人、八千代出版、2004年発行
- 『経済思想の源流』、金子光男、遠藤哲広、生方卓、飯田和人、八千代出版、2008年発行

### 訳書
- 『環境倫理学 - 環境哲学入門』、(共訳)、出版研、2005年2月発行